# Neotamias quadrimaculatus
Neotamias quadrimaculatus es una especie de roedor de la familia Sciuridae.

## Distribución geográfica
Es  endémica de las montañas de Sierra Nevada de California y Nevada en los Estados Unidos